# Кладно (хокейний клуб)
«Кладно» (чеськ. Rytíři Kladno) — чеський хокейний клуб з однойменного міста. Назва перекладається як «лицарі».
Заснований у 1924 році. В сезоні 1951-52 дебютував у елітному дивізіоні. За часів соціалістичної Чехословаччини команда належала «Об'єднанню національних сталеливарних підприємств». Найсильніший клуб країни другої половини 70-х років двадцятого століття. П'ять разів поспіль грав у фіналах кубка європейських чемпіонів. У 1977 році переміг московський «Спартак». Лідерами того складу були Франтішек Поспішил та Мілан Новий.
Найвідоміший гравець клубу — Яромір Ягр.

## Назви клубу
- 1924 — HOSK Kladno.
- 1948 — «Sokol» Kladno.
- 1977 — «Poldi» SONP Kladno.
- 1995 — HC «Poldi» Kladno.
- 1997 — HC «Velvana» Kladno.
- 2000 — HC «Vagnerplast» Kladno.
- 2003 — HC «Rabat» Kladno.
- 2007 — HC GEUS OKNA Kladno.
- 2010 — HC «Vagnerplast» Kladno.
- 2011 — «Rytíři» Kladno.

## Досягнення
- Володар кубка європейських чемпіонів (1): 1977
- Фіналіст кубка європейських чемпіонів (4): 1975, 1976, 1978, 1979
- Чемпіон Чехословаччини (6): 1959, 1975, 1976, 1977, 1978, 1980
- Другий призер чемпіонату Чехословаччини (1): 1982
- Третій призер чемпіонату Чехословаччини (2): 1972, 1981
- Третій призер чемпіонату Чехії (1): 1994

## Найсильніші гравці різних років
Воротар: Мілан Гнілічка
Захисники: Франтішек Поспішил, Франтішек Каберле, Лібор Прохазка, Франтішек Каберле (мол.), Томаш Каберле
Нападники: Йозеф Віммер, Ярослав Їржик, Мілан Новий, Едуард Новак, Вацлав Сікора, Владімір Камеш, Яромір Ягр, Павел Патера, Мартін Прохазка, Радек Бєлоглав, Томаш Плеканець